# 오스트리아의 루돌프 대공
오스트리아의 대공, 루돌프 요한 요제프 라이너(독일어: Rudolph Johann Joseph Rainer, 1788년 1월 8일 - 1831년 7월 24일)는 합스부르크-로렌 가문의 일원으로, 오스트리아의 성직자이자 귀족이었다. 그는 1819년에 올로모우츠 대주교로 임명되었고, 같은 해에 추기경이 되었다. 일반적으로 루돌프 대공이라는 호칭으로 알려져 있는 그는, 예술을 후원한 것으로 유명하며, 특히 루트비히 판 베토벤의 후원자로서 주목받았다.

## 생애
루돌프는 토스카나 대공국 피렌체의 피티궁에서 황제 레오폴드 2세와 스페인의 마리아 루도비카 폰 슈파니엔의 사이에서 막내아들로 태어났다. 1803년, 혹은 1804년에 그는 베토벤으로부터 피아노와 작곡을 배우기 시작했다. 그 후 두 사람은 친구가 되었고, 루돌프는 베토벤의 후원자이자 스폰서가 되었다. 그들의 관계는 1824년까지 계속되었다. 베토벤은 《대공 삼중주》, 《하머클라비어 소나타》, 《황제 협주곡》, 《장엄미사》를 포함하여 열 네개의 작품을 루돌프에게 헌정했다. 베토벤이 루돌프에게 쓴 편지는 오늘날 빈의 악우협회에 보관되어 있다.
1819년 3월 24일에 서른한 살의 루돌프는 당시 오스트리아 제국의 일부였던 현 체코 공화국의 올로모우츠 대주교로 임명되었다. 같은 해 6월 4일에는 교황 비오 7세에 의해 몬토리오에 있는 산 피에트로 인 몬토리오 성당이라는 이름의 교회의 사제 추기경으로 임명되었다. 또한 같은 해 8월 29일에는 사제로 서품되었고, 9월 26일에는 주교로 서품되었다.
1823~24년에 그는 애국 예술가 협회를 위한 작품으로, 《안톤 디아벨리에 의해 쓰인 왈츠 주제에 의한 변주곡》을 작곡한 50명의 작곡가 중 한 명이 되었다. 루돌프의 경우 "SRD"( "Serenissimus Rudolfus Dux:의 약자)와 같이 익명으로 작품이 출판되었다.
그는 베토벤이 사망하고 4년여 뒤인 1831년 7월 24일에 바덴바이빈에서 뇌출혈로 43세의 나이에 사망했으며, 빈의 황실납골당에 안장되었다. 그의 심장은 올로모우츠의 성 벤체슬라스 대성당의 지하 묘지에 묻혔다.